# کیم مین-کیو (خواننده)
کیم مین-کیو (کره‌ای: 김민규، زادهٔ ۱۲ مارس ۲۰۰۱) که بیشتر با نام هنری مین‌کیو شناخته می‌شود، خواننده، بازیگر، مجری تلویزیونی و مدل اهل کره جنوبی زیر نظر جلی‌فیش انترتینمنت است. او یکی از بازیگران مجموعهٔ اینترنتی «پاپ اوت بوی!» به عنوان بازیگر نقش اول مرد چون نام-ووک در سال ۲۰۲۰ و نقش سو جی-هان در مجموعهٔ آیدل: شاهکار بود.

## فیلم‌شناسی

### مجموعه‌های تلویزیونی
| سال  | عنوان       | شبکه     | نقش         | توضیحات  | منابع |
| ---- | ----------- | -------- | ----------- | -------- | ----- |
| ۲۰۲۱ | آیدل شاهکار | جی‌تی‌بی‌سی | سو جی-هان   | نقش اصلی | [ ۲ ] |
| ن/م  | شگفت‌انگیز   | نتفلیکس  | شیم دو-یونگ | نقش اصلی | [ ۳ ] |

### مجموعه‌های اینترنتی
| سال  | عنوان        | شبکه    | نقش         | توضیحات  | منابع |
| ---- | ------------ | ------- | ----------- | -------- | ----- |
| ۲۰۲۰ | پاپ اوت بوی! | پلی‌لیست | چون نام-ووک | نقش اصلی |       |

### برنامه‌های تلویزیونی
| سال       | عنوان                 | شبکه          | نقش          | توضیحات                                      | منابع |
| --------- | --------------------- | ------------- | ------------ | -------------------------------------------- | ----- |
| ۲۰۱۹      | پرودوس اکس ۱۰۱        | ام‌نت          | مسابقه دهنده | جایگاه دوازدهم                               |       |
| ۲۰۱۹      | پینک فیستا            | ام‌بی‌سی میوزیک | میزبان       | N/A                                          |       |
| ۲۰۲۰      | فرندشیپ تور: لایک ایت | سیزن          | عضو          | همراه لی جین-هیوک و لی سه-جین                |       |
| ۲۰۲۰–۲۰۲۱ | د شو                  | اس‌بی‌اس ام‌تی‌وی | میزبان       | همراه کیم شی-هیون و جویون                    |       |
| ۲۰۲۱      | فرندشیپ تور ۲         | سیزن          | عضو          | همراه لی جین-هیوک، لی سه-جین و چوی بیونگ-چان |       |